# Steyr Mannlicher Modell 1901
Die Steyr Mannlicher Modell 1901 war eine österreichische Selbstladepistole. Ihr Konstrukteur war Ferdinand Ritter von Mannlicher.

## Technik
Ausgehend von seinen erfolgreichen Gewehren mit festem Kastenmagazin wandte sich Mannlicher auch dem Pistolenbau zu. Seine Konstruktionen mündete um 1900 in einer (für ihre Zeit) sehr ausgewogenen Pistole. Das Griffstück beherbergte ein festes Magazin, das von oben mit einem Ladestreifen gefüllt werden konnte. Eine unter Federdruck stehende Nocke verzögerte den Rücklauf des Schlittens, bis das Geschoss den Lauf verlassen hatte und der Gasdruck abgefallen war. Dies stellte aber keine starre Verriegelung dar, sondern nur eine Form des Masseverschlusses. Damit war ein unkomplizierter und solider Mechanismus möglich, dagegen aber mit dem Kaliber 7,63 × 21 Mannlicher auch nur Munition von begrenzter Stärke einsetzbar.
Aus diesem Grund lehnte die kaiserliche und königliche Armee Österreich-Ungarns diese Waffe ab, die Leistung der verwendeten Patrone entsprach nicht ihren Vorstellungen. Dafür interessierten sich die Streitkräfte Argentiniens für die Pistole. Die Waffenfabrik in Steyr erhielt eine Order über 5.000 Stück; dies entspricht etwa der Hälfte der Gesamtauflage der Mannlicher-Pistole. Kaufentscheidend waren hierbei die hohen Verarbeitungs-Standards und der einfache und wartungsarme Aufbau.

## Modellentwicklung
Die Waffe erfuhr in den Jahren 1901 bis 1905 verschiedene Modifikationen, so dass Modellbezeichnungen M 1901 bis M 1905 existieren. Insgesamt wurden ca. 12.000 Exemplare hergestellt.